# 光学軸

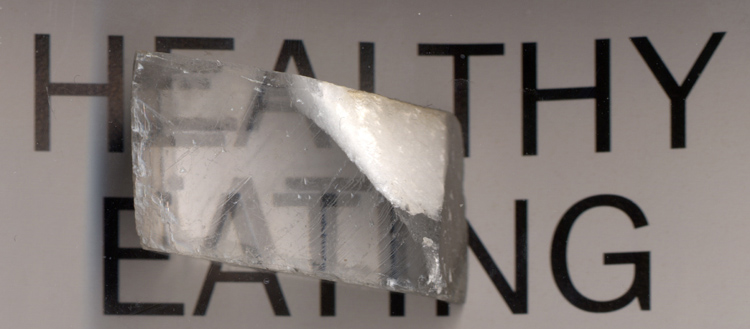
方解石の複屈折

光学軸（こうがくじく、英: optic axis (of a crystal)）は、光学異方性である複屈折結晶において、光を入射しても光が分かれない方向のことである。光軸（こうじく）とも呼ばれる。
簡単に説明すると、右の写真において、方解石を通すと文字が二重に見えてしまうが、二重に見えなくなる方向があり、それを光学軸と呼ぶ。
光学系における光軸（英: optical axis）と混同しないよう注意する必要がある。

## 定義
光学軸は、光学異方性の複屈折結晶において、屈折率が一定になり、偏光していない光を入射しても複屈折が発生せず、通常光線と異常光線が一致する（もしくは、ずれが最小となる）方向のことである。
光学軸は結晶の構造から決定される。光学軸は一軸性結晶（単軸結晶）では1方向であり、二軸性結晶（双軸結晶）では2方向となる。
光学軸の特定は偏光顕微鏡やコノスコープによって行われる。

## 光学軸がある結晶（鉱物）
- 一軸性結晶
  - 正方晶系の結晶 - ジルコン
  - 六方晶系の結晶 - 石英、方解石
- 二軸性結晶
  - 斜方晶系の結晶 - かんらん石
  - 単斜晶系の結晶 - 正長石、黒雲母、普通角閃石、普通輝石
  - 三斜晶系の結晶 - 斜長石